# Полияновка
Полия́новка (укр. Поліянівка) — село на Украине, основано в 1888 году, находится в Новоград-Волынском районе Житомирской области.
Население по переписи 2001 года составляет 346 человек. Почтовый индекс — 11770. Телефонный код — 4141. Занимает площадь 1,4 км².

## Адрес местного совета
11770, Житомирская область, Новоград-Волынский р-н, с. Полияновка